# El Segundo
El Segundo est une ville située dans le comté de Los Angeles, dans l'État de Californie aux États-Unis, le long de la baie de Santa Monica. Elle avait 16 654 habitants lors du recensement de 2010.
Elle abrite une importante concentration d'industries aérospatiales.

## Histoire

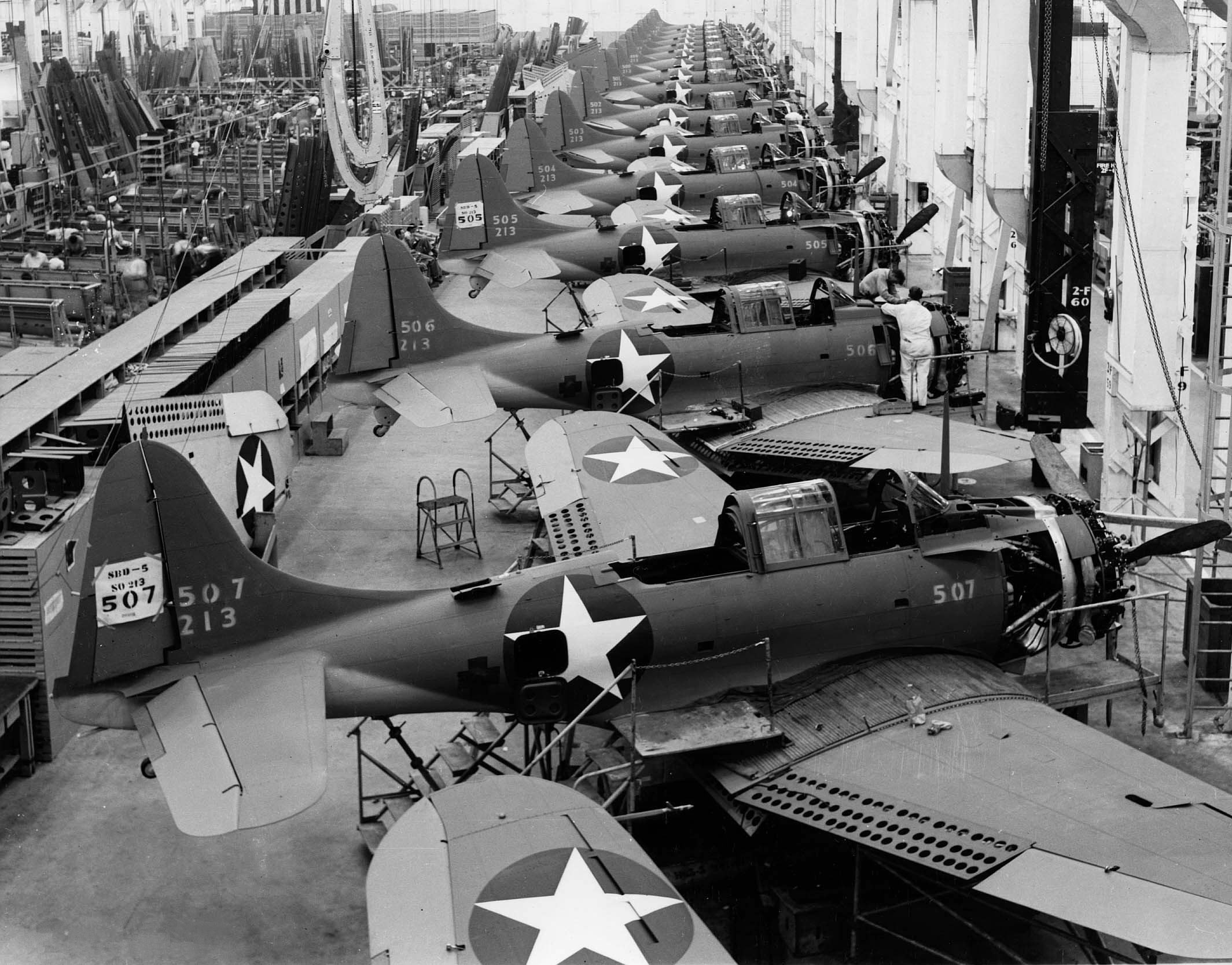
Ligne de production de Douglas SBD Dauntless à l'usine de la Douglas Aircraft Company d'El Segundo en 1943.

## Démographie
| Groupe            | El Segundo | Californie | États-Unis |
| ----------------- | ---------- | ---------- | ---------- |
| Blancs            | 78,0       | 57,6       | 72,4       |
| Asiatiques        | 8,8        | 13,1       | 4,8        |
| Métis             | 5,8        | 4,9        | 2,9        |
| Autres            | 4,8        | 17,0       | 6,2        |
| Afro-Américains   | 2,0        | 6,2        | 12,6       |
| Amérindiens       | 0,4        | 1,0        | 0,9        |
| Océaniens         | 0,2        | 0,4        | 0,2        |
| Total             | 100        | 100        | 100        |
|                   |            |            |            |
| Latino-Américains | 15,7       | 37,6       | 16,7       |

Selon l'American Community Survey, pour la période 2011-2015, 79,08 % de la population âgée de plus de 5 ans déclare parler l’anglais à la maison, 9,51 % l'espagnol, 1,28 % l'arabe, 0,87 % l'ourdou, 0,73 % l'arménien, 0,69 % le français, 0,68 % le tagalog, 0,66 % déclare parler une langue chinoise, 0,66 % le japonais, 0,63 % le russe, 0,57 % l'hindi, 0,51 % l'allemand et 4,13 % une autre langue.
| 1920  | 1930  | 1940  | 1950  | 1960   | 1970   |
| ----- | ----- | ----- | ----- | ------ | ------ |
| 1 563 | 3 503 | 3 738 | 8 011 | 14 219 | 15 620 |

| 1980   | 1990   | 2000   | 2010   | - | - |
| ------ | ------ | ------ | ------ | - | - |
| 13 752 | 15 223 | 16 033 | 16 654 | - | - |

## Personnalités liées à la commune
- Christopher McCandless (1968-1992), aventurier américain ayant fait l'objet du récit biographique Voyage au bout de la solitude (Into the Wild) de Jon Krakauer, adapté au cinéma en 2007 par Sean Penn sous le titre Into the Wild